# Pervomaiski (Kémerovo)
Pervomaiski (en rus: Первомайский) és un poble (un possiólok) de l'óblast de Kémerovo, a Rússia, que en el cens del 2010 tenia 751 habitants, pertany al districte de Mariïnsk.